# Tom Jones (1963)
Tom Jones (br: As aventuras de Tom Jones / pt: Tom Jones, romântico e aventureiro) é um filme britânico de 1963, do gênero comédia de aventura, dirigido por Tony Richardson. O roteiro é baseado no romance The History of Tom Jones, a Foundling, de Henry Fielding, publicado em 1749.

## Sinopse
No século XVIII, uma criança abandonada é criada por um nobre inglês. Quando adulto, Tom Jones torna-se um playboy mulherengo. Mas quando seu tutor morre e ele se apaixona por Sophie, vê-se obrigado a mudar o seu comportamento.

## Elenco
- Albert Finney .... Tom Jones
- Susannah York .... Sophie Western
- Hugh Griffith .... Squire Western
- Edith Evans .... Srta. Western
- Joan Greenwood .... Lady Bellastron
- Diane Cilento .... Molly Seagrim
- George Devine .... Squire Allworthy
- David Tomlinson .... Lorde Fellamar
- Rosalind Atkinson .... Sr.ª Miller
- Angela Baddeley .... Sr.ª Wilkins
- Avis Bunnage .... Inn Keeper
- Peter Bull .... Sr. Thwackum
- Lynn Redgrave .... Susan
- David Warner .... Sr. Blifil
- Rachel Kempson .... Bridget Allworthy
- Micheál MacLiammóir .... narrador (voz)

## Principais prêmios e indicações
Oscar 1964 (EUA)
- Venceu na categoria de Melhor Filme, Melhor Diretor, Melhor Roteiro Adaptado e Melhor Trilha Sonora.
- Indicado nas categorias de Melhor Ator (Albert Finney), Melhor Ator Coadjuvante (Hugh Griffith), Melhor Atriz Coadjuvante (Diane Cilento, Edith Evans e Joyce Redman) e Melhor Direção de Arte - Colorida.

BAFTA 1964 (Reino Unido)
- Venceu nas categorias de Melhor Filme, Melhor Filme Britânico e Melhor Roteiro Britânico.
- Indicado nas categorias de Melhor Ator Britânico (Albert Finney e Hugh Griffith) e Melhor Atriz Britânica (Edith Evans).

Globo de Ouro 1964 (EUA)
- Venceu nas categorias de Globo de Ouro de melhor filme de comédia ou musical.
- Indicado nas categorias de Globo de Ouro de melhor ator em comédia ou musical (Albert Finney), Globo de Ouro de melhor diretor e Globo de Ouro de melhor ator coadjuvante em cinema (Hugh Griffith).

Festival de Veneza 1963 (Itália)
- Albert Finney recebeu a Taça Volpi na categoria de Melhor Ator.
- Tony Richardson foi indicado ao Leão de Ouro.

Grammy 1964 (EUA)
- Venceu na categoria de Melhor Trilha Sonora para Cinema ou Televisão.

Prêmio NYFCC 1963 (New York Film Critics Circle Awards, EUA)
- Venceu nas categorias de Melhor Filme, Melhor Diretor e Melhor Ator (Albert Finney).